# Carex austroafricana
Carex austroafricana là một loài thực vật có hoa trong họ Cói. Loài này được (Kük.) Raymond mô tả khoa học đầu tiên năm 1964.